# Sanktuarium Matki Bożej Miłosierdzia w Qrendi
Sanktuarium Matki Bożej Miłosierdzia (malt. Is-Santwarju tal Madonna tal-Ħniena, ang. Shrine of Our Lady of Mercy), znane też jako Chiesa Della Misericordia, lub po prostu Tal-Ħniena – rzymskokatolicki kościół w wiosce Qrendi na Malcie. Kościół jest nazywany Sanktuarium z racji mocnego kultu mieszkańców do Matki Miłosierdzia.

## Historia
Teren, na którym stoi kościół, leżał na terenie średniowiecznego przysiółka, znanego jako Ħal Lew, będącego częścią Żurrieq. Pierwszy kościół został zbudowany w czasie bliżej nieokreślonym, prawdopodobnie w połowie XIII wieku, co czyniłoby go jednym z najstarszych kościołów na Malcie. Kiedy w XV wieku Żurrieq zostało parafią, Tal-Ħniena został drugim (vice) kościołem parafialnym, aby służyć mieszkańcom tego odległego terenu. W roku 1575 biskup Dusina wizytował kościół, i znalazł go w złym stanie. Co więcej, zarządził jego desakralizację i zamknięcie. Jednak kult Dziewicy Miłosierdzia wciąż tam trwał, o czym świadczą liczne obrazy Ex-voto w kościele.
Kiedy 15 lutego 1618 ustanowiona została nowa parafia w Qrendi, przysiółki Ħal Lew i Ħal Manin zostały do niej przyłączone. W roku 1650, kiedy proboszczem w Qrendi był Dun Ġammari Camilleri, kościół został przebudowany i odnowiony na koszt Giovanniego Schembri, bogatego mieszkańca Qrendi. Zakrystię dobudowano w 1668. 18 marca 1695, na prośbę proboszcza Dun Duminika Formosy, papież Innocenty XII wyraził zgodę na udzielenie odpustu każdemu, kto nawiedzi kościół Tal-Ħniena. W czasach współczesnych, corocznie w niedzielę po 8 września, w święto patronalne organizowana jest pielgrzymka z parafii Qrendi do sanktuarium Matki Bożej Miłosierdzia.

## Architektura  kościoła
Kościół posiada kopułę, osadzoną na bębnie, z latarnią na szczycie, oraz portyk ozdobiony rzeźbami. Ten ostatni wydaje się być zbudowany później, niż kościół. Na świątyni znajdują się dwie małe formy architektoniczne, imitujące wieże: jedna, bliżej kopuły, w kształcie łuku, z trzema niedużymi dzwonami, druga, z kulą na szczycie, nad fasadą.

Posągi w portyku, każdy zamknięty w niszy, to św. Ignacy, św. Kajetan, św. Dominik i św. Franciszek. Z boku kościoła znajdują się jeszcze dwie figury – św. Pawła i św. Jana Chrzciciela. Na placu stoi piękna statua Matki Bożej. Obok jednego z filarów portyku umieszczona jest kamienna misa z wygrawerowaną datą 1873, w której to misie znajdowała się woda dla spragnionych pielgrzymów.

## Wnętrze
Wnętrze świątyni jest całkiem spore, z nawą o trzech łukach, z ołtarzem głównym i dwoma bocznymi, zakrystią oraz drewnianą galerię organową. Do galerii tej, leżącej nad wejściem, można dostać się schodami z przedsionka. Od strony tylnej ściany, mocno podpartej przyporą, wiodą schody na dach i do małej dzwonnicy parawanowej z trzema dzwonami.

### Dzieła sztuki
Ołtarz główny ma retabulum bogato rzeźbione w kamieniu, ozdobione wieloma aniołami. Dwa z nich zdają się podtrzymywać obraz tytularny z XVII wieku, przedstawiający Ukoronowanie Dziewicy Maryi, dwa inne, powyżej malowidła, trzymają koronę. Sam obraz przedstawia Dziewicę Maryję, siedzącą na chmurach i księżycu, z Dzieciątkiem Jezus stojącym na Jej kolanie. Dwa anioły trzymają koronę nad Jej głową. U stóp Maryi, po prawej stronie, pojawia się św. Kajetan z księgą w dłoniach, po lewej zaś kilka dusz. Obraz przypisywany jest maltańskiemu artyście Giuseppe D’Arena.
W kościele znajduje się duża liczba dzieł malarstwa, w sumie około 65. W rzeczywistości wiele z nich zostało usuniętych z informacji o kościele, głównie ze względów bezpieczeństwa, ponieważ w pewnym czasie nastąpio wiele, podobnych w sposobie, kradzieży obrazów z kościołów. Wśród nich wymienić można śliczny obraz przedstawiający św. Antoniego otrzymującego objawienie Dzieciątka Jezus w otoczeniu aniołów. Autorstwo obrazu przypisuje się słynnemu malarzowi Rocco Buhagiarowi.
Inny obraz przedstawia św. Piotra Nolasco, św. Rajmunda de Pennafort oraz Jakuba, króla Aragonii, którzy w XIII wieku mieli widzenie Matki Bożej, i wspólnie założyli Zakon Najświętszej Maryi Panny Miłosierdzia dla Odkupienia Niewolników (Mercedariuszy).
Kolejnym bardzo interesującym malowidłem, które nie ma sobie równego na Malcie i Gozo, jest tzw. Awżiljaturi (malt. pomoc, wsparcie). Przedstawia czternastu tzw. „świętych protektorów”, którzy byli wzywani przez Maltańczyków w wypadku choroby lub innych problemów. Są to: św. Błażej (choroby gardła), św. Jerzy (choroby skóry), św. Erazm (choroby jelit), św. Pantaleon (gruźlica), św. Wit (epilepsja, trujące ukąszenia), św. Krzysztof (podróże, burze, sztormy), św. Dionizy (opętanie przez złego ducha), św. Cyriak (choroby oczu), św. Achacy (choroby głowy), św. Eustachy (poparzenia), św. Idzi (choroby psychiczne, „zły urok, złe spojrzenie”), św. Małgorzata (bóle porodowe, choroby nerek), św. Barbara (pioruny, błyskawice, nagła śmierć) oraz św. Katarzyna (studia filozoficzne).
Inny rzadki obraz, który jest kopią obrazu z zakrystii kościoła Matki Bożej Cudownej w Lija, przedstawia "siedem grzechów głównych".
Jak wspomniano wcześniej, w kościele znajduje się wiele obrazów Ex-voto, ofiarowanych Matce Bożej w podzięce za łaski udzielone ofiarodawcom. Najwcześniejsze pochodzą z początku XVII wieku. Pomiędzy wieloma innymi ofiarodawcami, warto wymienić Giovanniego Schembri, Dun Ġammariego Camilleri, oraz rycerza zakonu joannitów, baliwa Brandenburga, Fra Wolfganga von Guttenberg. Ten ostatni był możnym dobroczyńcą kościoła; pomiędzy wieloma darami są obrazy św. Maria Magdalena, przypisywany uczniowi Mattia Pretiego, oraz Crucifixion, przypisywany karmelitańskiej zakonnicy Suor Marii de Domenicis, a zamówiony w 1690. Oba znajdują się w zakrystii kościoła. Na pojemniku na wodę święconą, froncie głównego ołtarza oraz kamiennej dekoracji w zakrystii można znaleźć herb von Guttenberga.
Poza tymi pięknymi obrazami, kościół Miłosierdzia zdobią także inne dzieła sztuki. Jest tam drewniana galeria, na której umieszczono rzeźbione organy, jest rzeźbiony konfesjonał z XVIII wieku oraz kilka posągów. Ponad sto lat temu przywieziono z kościoła w Isli posąg Chrystusa Odkupiciela; współcześnie noszony jest w procesji w okresie Wielkiego Tygodnia. Inna figura, w stylu hiszpańskim, Najświętszego Serca Maryi, znajduje się po prawej stronie ołtarza. Fundatorem tej figury także jest dobroczyńca kościoła rycerz von Guttenberg.

## Prace restauracyjne
W latach 2008–10 portyk oraz dach świątyni został odnowiony przez Din l-Art Ħelwa; sponsorem prac był Bank of Valletta.